# Nerf inférieur palpébral
Le nerf palpébral inférieur (branches palpébrales inférieures) remonte derrière le muscle orbiculaire de l’œil.
Ils alimentent la peau et la conjonctive de la paupière inférieure, rejoignant à l'angle latéral de l'orbite les nerfs facial et zygomatico-facial.